# Polygordius triestinus
Polygordius triestinus är en ringmaskart som beskrevs av Woltereck in Hempelmann 1906. Polygordius triestinus ingår i släktet Polygordius och familjen Polygordiidae. Inga underarter finns listade i Catalogue of Life.